# Simon David Manton White
Simon David Manton White, FRS, britanski astrofizik, * 30. september 1951, Ashford, grofija Kent, Anglija.